# New Buffalo, Pennsylvania
New Buffalo är en kommun (borough) i Perry County i Pennsylvania. Vid 2020 års folkräkning hade New Buffalo 124 invånare.